# Vicente Miguel Garcés Ramón

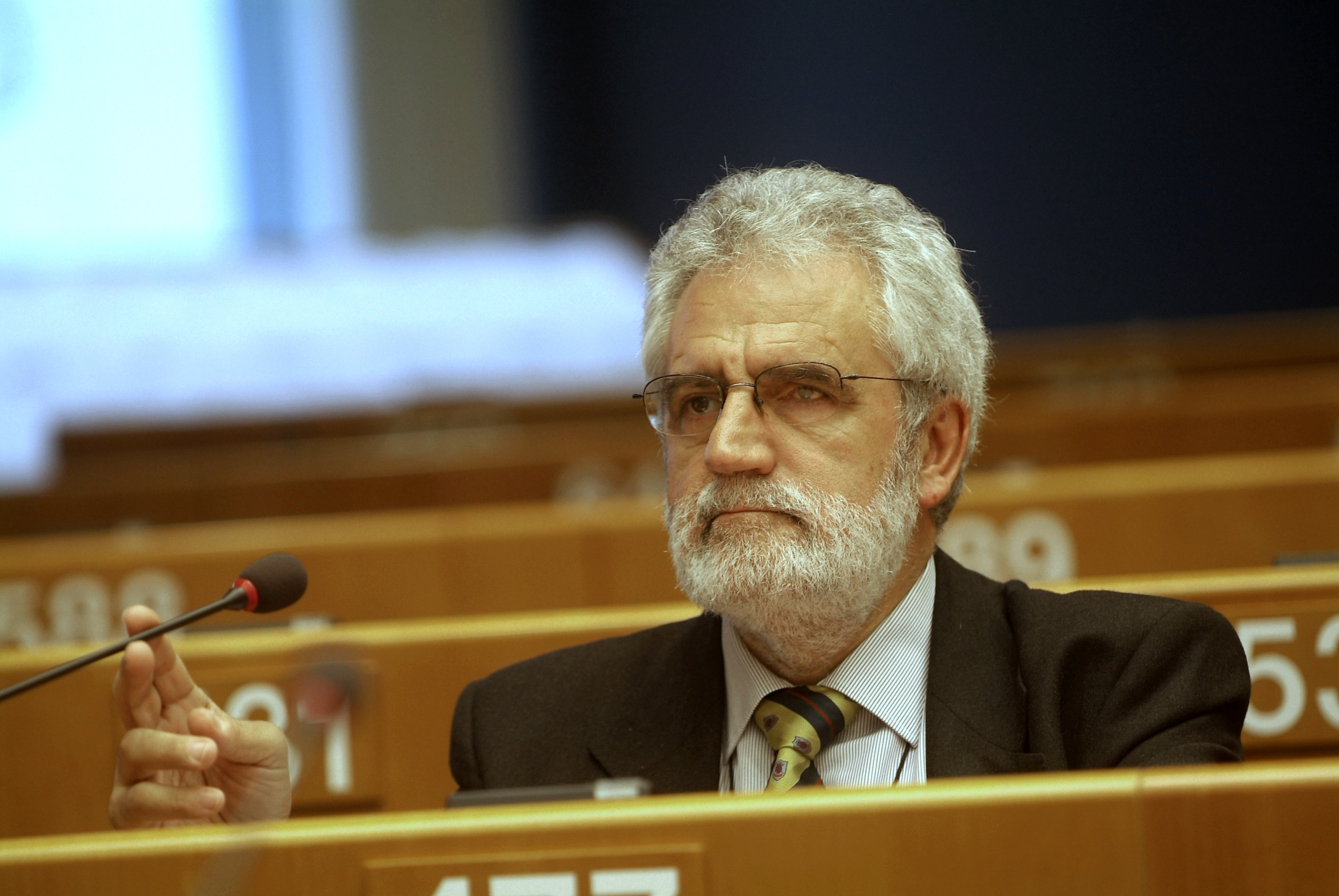
Vicente Miguel Garcés Ramón

Vicente Miguel Garcés Ramón (* 10. November 1946 in Llíria (Valencia)) ist ein spanischer Politiker der Partido Socialista Obrero Español.

## Leben
Ramón ist als Hochschullehrer an der Polytechnischen Universität Valencia tätig. Er ist Mitglied des Stadtrats von Valencia. Ramón ist am 1. Dezember 2011 in das Europäische Parlament bei der Erweiterung des Parlaments nachgerückt.